# Casa al carrer Sant Antoni, 13 (Santa Llogaia d'Àlguema)
La Casa al carrer Sant Antoni, 13 és un edifici del municipi de Santa Llogaia d'Àlguema (Alt Empordà) que forma part de l'Inventari del Patrimoni Arquitectònic de Catalunya.

## Descripció
És un edifici de planta baixa i un pis, amb coberta de teula a dues vessants. La façana és de composició simètrica; té la porta d'accés centrada, d'arc de mig punt amb grans dovelles de pedra. A la clau d'arc d'aquesta porta hi ha un relleu amb l'anagrama IHS i la data del 1561 al damunt. La planta baixa es completa amb una obertura allindanada a cada banda de la porta. Al primer pis hi ha tres obertures; la central és la més remarcable, de tipologia gòtic- renaixentista, trilobulada i amb decoració floral a les impostes. Les altres dues són senzilles, allindanades i sense cap decoració.

## Història
La casa data del 1561, any que apareix a la clau de l'arc de la porta d'accés. A la mateixa època pertanyen alguns dels casals més remarcables del nucli de Santa Llogaia. Aquest edifici, que ha sofert una restauració contundent a la façana principal, té integrades al seu parament lateral les restes dels arcs d'un portal de la muralla medieval.